# 首都圏女性連続殺人事件
首都圏女性連続殺人事件（しゅとけんじょせいれんぞくさつじんじけん）は、1968年から1974年にかけて首都圏で発生した連続女性暴行殺人事件。

## 概要
1968年から1974年にかけて、千葉県、埼玉県、東京都の首都圏で多発した連続女性暴行殺人事件。
事件内容は1人暮らしの女性が深夜、強姦された上で殺害されるというものであった。被害者の大半は20代で、現場に残されていた加害者とされる血液型はO型の事件が多く、殺害方法は暴行焼殺9件に暴行穴埋め2件と手口に類似点があったため、同一犯による犯行との見方が強かった。
1974年9月12日、茨城県行方郡北浦村（現行方市）生まれの元建設作業員、小野 悦男（当時37歳）が窃盗容疑で千葉県警松戸警察署に逮捕され、連続焼殺事件への関与を追及された。
1. 小野は窃盗・詐欺・住居侵入・傷害・常習累犯窃盗などによる8回の前科と合計13年間の服役歴を持ち[2]、その中にアパート専門の放火が数回あること[3]。
2. 小野は数年前、東京都内のアパートに侵入し、寝ている女性を強姦しようとした過去があること[3]。
3. 連続殺人放火犯の血液型はO型または非分泌型と断定されたが、小野の血液型もO型であること[3]。
4. 松戸や綾瀬で起きた連続殺人放火事件の現場付近の地理に小野が明るいこと[3]。
5. 小野はアリバイが明らかでなく、連続殺人放火事件後、親類や知人宅を転々としていること[3]。
6. 同事件の犯人は現場に侵入するときハシゴを使っていたが、小野も職業柄ハシゴの扱いに慣れていると見られること[3]。

など、他の事件でも小野と結びつく状況証拠があったため、マスコミが小野を首都圏女性連続殺人事件の犯人に擬して報道した。新聞各紙には「ウソの天才、捕われの人生（朝日新聞）」、「盗癖、平然とウソ（毎日新聞）」、「実直さの裏に悪魔の顔（東京タイムズ）」、「愚直な男、犯罪ではプロ（東京新聞）」などの見出しが躍った。獄中の小野が同房者に「俺のマラは大きいから、1回寝た女はもう忘れられないぞ」と自慢していたことも報じられた。ただ、加害者の血液型はO型ではない事件もあり、狙われた女性も年代にもばらつきがあるため、首都圏女性連続殺人事件の11件全てを「同一犯によるもの」とまとめることには疑問が残っていた。葛飾区で発生した1件のみ、小野とは別の人間が真犯人と判明して解決している。
1975年3月、小野は「殺しは絶対にやっていない」と救援連絡センターに助けを求め、長谷川健三郎を中心に「小野悦男さん救援会」が組織された。新聞記者と自称する中島俊（浅野健一の変名）によると、千葉県警やマスコミは容疑者が部落出身者であったことから擁護運動が起きた狭山事件の前例から小野の親類や友人に被差別部落関係者がいないか徹底的に調べ、被差別部落と無関係であることを確かめてから「クロ説を二人三脚で突っ走った」と主張している。
小野は、彼は取調室で被害者の死体写真や顔写真や位牌を顔に押しつけられ、香を焚かれて煙責めに遭い、真冬に暖房を止められ、窓を開けられ、髪を引っ張られるなどの違法な取り調べで虚偽の自供に追い込まれたと主張している。
裁判では、1986年の一審判決で無期懲役となったものの、1991年の二審判決では捜査機関による自白の強要が問題視され、連続殺人については無罪となった。小野はただちに釈放され、冤罪のヒーローと呼ばれるようになった。ただし、出所後に東京都内で同居していた女性を殺害し、女児に猥褻行為をした上で殺害しようとした罪を犯した。今度は決定的な証拠を警察から突きつけられたため、小野は犯行を認め、1999年に裁判で無期懲役が確定した（女性に対する殺人罪と、女児に対する猥褻目的誘拐罪・殺人未遂罪）。事件後は1991年の無罪判決についても、結局小野が犯人であったとの疑問の声が起きている。

## 一連の事件
以下の事件は、捜査線上に小野の名が浮上したもの。
1. 1968年7月13日、足立区の空き地で26歳のOLが暴行の上、焼殺された。事件の数日後、小野が犯人だと密告電話が入るも、物証がないため逮捕断念。
2. 1973年1月26日、北区のアパートで就寝中の22歳のOLが絞殺されて放火。事件発生2日前に事件現場近くを深夜、バールを持って歩いていた小野が逮捕された。
3. 同年2月13日、杉並区のアパートで放火事件。22歳の男性と67歳の女性が焼死。
4. 1974年6月25日、千葉県松戸市在住の30歳の主婦が失踪。8月10日に同市内の造成地で絞殺体で発見。
5. 同年7月3日、松戸市の信金OL（19歳女性）が行方不明となり、8月8日、宅地造成地より遺体が発見された（#松戸OL殺人事件）。
6. 同年7月10日、松戸市内のアパートで21歳の教師が暴行の上、焼殺された。現場近くで小野が目撃された。その後、殺人罪で立件。
7. 同年7月14日、葛飾区で48歳の料理店経営の女性と58歳の店員女性が暴行された上、焼殺。別の真犯人が逮捕されて解決した唯一の事件。
8. 同年7月24日、埼玉県草加市内のアパートで22歳の薬局店店員女性が暴行されて放火[16]。東武伊勢崎線草加駅の始発電車に小野に似た男性を駅員が目撃。しかも、7月1日に彼は現場の向かいのアパートに暴行目的で女性の部屋に侵入するも、騒がれて逃走していた。
9. 同年8月6日、足立区内にある42歳の会社員男性宅に侵入して、24歳のOLが暴行された上、焼殺。小野によく似た男が現場から逃走する姿が目撃されている。また小野は1年前に会社員宅に侵入していたことが判明。
10. 同年8月9日、埼玉県志木市内のアパートで21歳のOLが暴行の上、焼殺された[17]。後年のDNA判定の結果、犯人の血液型がA型またはAB型であることが判明する。また、一連の事件における模倣犯の可能性も指摘されている。

## 松戸OL殺人事件
1974年7月3日、千葉県松戸市の信金OL（19歳女性）が行方不明となり、8月8日、宅地造成地より遺体が発見された。
首都圏連続女性暴行殺人事件が発生していたが、どれも犯人を確定する物証が乏しく、多くの事件で目撃情報などが寄せられていた足立区の小野悦男（当時38歳）のほかに、数百人の人間がリストアップされていた。
同年7月10日に事件現場の付近で発生した女性暴行未遂事件現場から発見された足跡の一致、信金OLの遺体から検出された犯人の血液型がO型だったことから、小野を犯人と特定、9月12日に窃盗の別件逮捕に踏み切り、殺人容疑で再逮捕する。逮捕時、マスコミが連続女性暴行殺人事件の犯人であると誤報。その後、検察が殺人事件としては松戸事件の1件しか起訴されなくても、連続女性殺人事件の犯人であるかのような報道を続けた。これが後の冤罪支援運動の火種となる。
逮捕後、物証能力に乏しいと判断した地検はいったん小野を釈放するも、警察は彼の自白によって被害者の所有物が発見できたことや、犯人と小野の類似性（血液型や毛髪など）を強調して再逮捕。1975年3月12日、小野を信金OL殺人で起訴。この起訴と時を同じくして、冤罪支援運動のため浅野健一などの文化人、宗教関係者、弁護士らが「小野悦男さん救援会」を結成。小野の弁護人を担当した野崎研二は代用監獄など自白の信用性そのものを突き崩す弁護戦略を行った。
1986年9月4日、千葉地裁松戸支部で無期懲役の判決が下る。
1991年4月23日、東京高裁で松戸市の殺人事件において、自白に信用性が乏しいと無罪判決を言い渡し、松戸市殺人事件の無罪が確定した。別件の窃盗罪と婦女暴行で懲役6年判決が出ていたが、未決勾留日数が参入されたため刑務所に服役することはなかった。16年ぶりの釈放であった。未決拘置期間6068日のうち別件で有罪となった6年を差し引いた3871日を対象として総額約3650万円が小野に支給された。

## その後の別件逮捕と有罪
1991年に無罪が確定した小野は代用監獄や自白偏重捜査を批判する冤罪のヒーローとして冤罪被害の集会などで講演をしていたが、1992年に窃盗を働いたため2年間服役した。
出所後の1996年に足立区首なし女性焼殺事件で41歳女性を殺した殺人犯として逮捕された。彼は東京都内で同居していた女性を殺害し、女児を暴行した。松戸事件とは違い決定的な証拠を警察から突きつけられたため、小野は犯行を認め、1999年に裁判で無期懲役が確定した。

## 連続女性殺人事件のその後
首都圏女性連続事件については、後に1件だけ犯人が逮捕されて解決するも、他の10件は全て公訴時効を迎えて未解決事件となった。
足立区の事件以降、殺人罪で立件された松戸事件を始め、他の事件にも小野が関与したのではないかという疑念が再浮上した。立件された松戸事件の犯人については、小野の自供によって被害者の遺留品が発見されたため、犯人しか知りえない秘密の暴露に該当する。
なお、足立区の殺人事件が発覚後、松戸事件の小野の弁護人だった野崎は「弁護人としては当時口が裂けても言えなかったが、（松戸事件の）一審の途中から小野を疑い始めていた」と告白し、所属弁護士会から戒告処分を受けた。小野自身は足立区首なし殺人事件について犯行を認めて以降も、首都圏女性連続殺人事件には関与していないと無実を主張している。
松戸事件は仮に時効がなかったとしても、一事不再理の原則により、小野に対して、首都圏女性連続殺人事件に対する刑事事件再審理は行うことはできない。

## 関連書籍
- 小野悦男『でっちあげ―首都圏連続女性殺人事件』（社会評論社）
- 森炎『司法殺人―元裁判官が問う歪んだ死刑判決』（講談社）
- 長田周根『暗渠の底―近畿連続女性殺害事件』（幻冬舎メディアコンサルティング）- 事件をモチーフにした小説